# Madame d'Ora
Dora Kallmus, plus connue sous le nom de Madame d'Ora, née le 20 mars 1881 à Vienne et morte le 28 octobre 1963 à Frohnleiten (Styrie, Autriche), est une photographe portraitiste et photographe de mode autrichienne.

## Biographie
Née en 1881, Dora Kallmus est issue d'une famille juive autrichienne. Elle est la fille du Dr Philipp Kallmus (1842-1918), avocat à la cour de Vienne, et de Malvine Sonnenberg (1853-1892). La famille de son père était originaire de Prague, celle de sa mère de Krapina en Croatie. Après la mort de leur mère, Dora, qui a une dizaine d'années, et sa sœur Anna Malvine (1878-1941) sont élevées par leur grand-mère paternelle.
À l'époque, il était difficile pour une femme de bénéficier d'une formation professionnelle à la photographie. Kallmus réussit à acquérir de l'expérience en travaillant comme assistante du fils de Hans Makart, dans son studio de photographe, et est la première femme à être admise aux cours théoriques du Höhere Graphische Bundes-Lehr- und Versuchsanstalt (de) de Vienne, sans pouvoir participer aux séminaires pratiques. « Ils pensaient qu'en tant que femme je devais me contenter d'assister aux cours et ils me refusaient l'accès aux réactifs chimiques comme s'ils étaient des blagues cochonnes », explique-t-elle. Elle devient membre de la Société photographique de Vienne en 1905. À partir de 1906, elle prend des cours de photographie et de retouche avec Nicola Perscheid à Berlin et, en 1907, elle ouvre avec Arthur Benda un studio de photographie dans le premier arrondissement de Vienne. Elle se choisit un nom d'artiste, Madame d'Ora, et son studio est intitulé le studio d'Ora. Elle s'y fait surtout connaître par ses portraits de personnalités artistiques et intellectuelles, par exemple d'Alma Mahler-Werfel, d'Arthur Schnitzler, d'Anna Pavlova, de Gustav Klimt et de sa compagne Emilie Flöge, de Marie Gutheil-Schoder, de Pau Casals, de Berta Zuckerkandl-Szeps, d'Anita Berber, ou encore d'Elsie Altmann-Loos (de). En 1916, elle photographie le couronnement de Charles Ier comme roi de Hongrie et réalise une série de portraits de la famille impériale. Avec un succès croissant dans son pays et à l'étranger, elle travaille également comme photographe de mode à partir de 1917, et a des contacts étroits avec le département de mode de la Wiener Werkstätte. La « bonne » société mondaine de la Mitteleuropa se fait photographier chez elle. Elle ne prend pas la photo elle-même, mais met en scène le sujet du cliché.
En 1919, elle se convertit à l'Église catholique et romaine. Mais, après la Première Guerre mondiale, Vienne a perdu de son éclat en Europe, dans le domaine des arts. En 1927, elle cède l'Atelier d'Ora à Arthur Benda (qui le rebaptise en Atelier d'Ora-Benda) et s'installe à Paris, où elle dispose de son propre studio photographique depuis 1925. Elle y consolide sa réputation de photographe mondaine et artistique, photographiant des artistes du music-hall comme Maurice Chevalier, Mistinguett ou Joséphine Baker, des actrices comme Arletty, des peintres comme Tamara de Lempicka ou Foujita, des couturières et modistes comme Coco Chanel ou Madame Agnès, etc..
Ce travail pour le monde du luxe et des arts est bouleversé par le début de la Seconde Guerre mondiale. Lorsque les troupes allemandes envahissent la France, où elle vit, en 1940, elle doit quitter précipitamment son domicile parisien et se réfugier dans le sud de la France, dans un couvent et une ferme en Ardèche. Sa sœur, avec laquelle elle avait vécu un moment à Paris, est déportée au camp de concentration d'Auschwitz et assassinée, ainsi que d'autres parents.
Madame d'Ora retourne en Autriche en 1946 et photographie les camps de réfugiés et Vienne détruite. Bien qu'elle soit revenue à la photographie de personnalités et ait réalisé des portraits de Somerset Maugham, Yehudi Menuhin ou encore Marc Chagall, son œuvre tardive comprend également une série photographique consacrée aux abattoirs parisiens, un projet singulier dans son parcours de photographe, dont les images aux couleurs drastiques montrent, par exemple, des lapins abattus, des agneaux dépecés et des carcasses informes.
En 1959, à la suite d'un accident à Paris, elle est blessée et a des séquelles : elle est l'objet de pertes de mémoire. Elle décide de passer les dernières années de sa vie chez une amie de sa sœur, à Frohnleiten, dans le district de Graz-Umgebung en Autriche. Elle y meurt en 1963 et y est initialement inhumée dans le cimetière local. La tombe est réaffectée après plusieurs décennies. Grâce aux interventions du président de la communauté juive de Graz, Elie Rosen, les restes mortels de Dora Kallmus sont exhumés à Frohnleiten le 24 octobre 2019 et transférés au cimetière juif de Graz, où ils sont réinhumés dans un tombeau funéraire d'honneur le même jour, bien qu'elle se soit convertie.

## Postérité
Au total, environ 90 000 photographies ont été prises sous sa direction par son studio en Autriche entre 1907 et 1927. Un grand nombre de ces photographies sont aujourd'hui en possession des archives d'images de la Bibliothèque nationale autrichienne, de l'Albertina de Vienne et du Musée des Arts et Métiers de Hambourg.

## Rétrospective à Montpellier
Le Pavillon Populaire de Montpellier est la première institution française à accueillir une exposition consacrée à l'œuvre de la photographe, entre février et avril 2023. Intitulée La Surface et la Chair, Madame d’Ora, Vienne-Paris, 1907-1957, l'exposition s'est tenue sous le commissariat de Monika Faber et Magdalena Vuković et la direction artistique de Gilles Mora. Elle présentait des collections de tirages vintage de musées de Vienne, Linz, Hambourg, Berlin et Paris, avec un important fonds documentaire illustrant le contexte historique.

### Radio
- Géraldine Mosna-Savoye, « Qui est Madame d’Ora, première femme photographe à accéder au labo de chimie de l’Institut d’art de Vienne ? », sur France Culture, Sans oser le demander, 4 avril 2023.